# إيفا هردينوفا
إيفا هردينوفا (بالتشيكية: Eva Hrdinová)‏ مواليد 15 يونيو 1984 في بلزن، تشيكوسلوفاكيا، هي لاعبة كرة مضرب تشيكية. أعلى تصنيف لها في الفردي كان المركز الـ 168 في سنة 2008.

## الخط الزمني للأداء
مفتاح
| ف | ن | ن.ن | ر.ن | د# | د.م | ل | أ.أ | ت | غ | ب | ف | ذ | م.خ | ل.ت |

(ف) فاز بالبطولة (ن) وصل النهائي (ن.ن) نصف النهائي (ر.ن) ربع النهائي (د#) الأدوار الأربعة الأولى (د.م) دور المجموعات (ل) شارك في كأس ديفيز (أ.أ) خرج من الأدوار الاولى (ت) خسر التصفيات التأهيلية (غ) غاب عن الحدث أو البطولة (ب) حصل على ميدالية برونزية (ف) حصل على ميدالية فضية (ذ) حصل على ميدالية ذهبية (م.خ) بطولة الماسترز خُفضت إلى مرتبة أقل (ل.ت) البطولة لم تعقد في السنة المعينة.
لتجنب الارتباك وازدواجية الحساب، يتم تحديث هذه المعلومات إما في نهاية البطولة، أو عندما تكون مشاركة اللاعب في البطولة قد انتهت.

### الزوجي
| الدورة            | 2008 | 2009 | 2013 | 2014 | 2015 | ف-خ  |
| ----------------- | ---- | ---- | ---- | ---- | ---- | ---- |
| أستراليا المفتوحة | غ    | د1   | غ    | د1   | غ    | 0–2  |
| فرنسا المفتوحة    | د1   | د1   | د1   | غ    | غ    | 0–3  |
| بطولة ويمبلدون    | د1   | د1   | د2   | د2   | ت1   | 2–4  |
| أمريكا المفتوحة   | د1   | غ    | د1   | غ    | بلا  | 0–2  |
| فوز-خسارة         | 0–3  | 0–3  | 1–3  | 1–2  | 0–0  | 2–11 |

## روابط خارجية
- إيفا هردينوفا على موقع رابطة محترفات التنس (الإنجليزية)
- إيفا هردينوفا على موقع الاتحاد الدولي لكرة المضرب (الإنجليزية)